# Natalia Przybysz
Natalia Maria Przybysz (sinh ngày 1 tháng 9 năm 1983 tại Warszawa), là một ca sĩ người Ba Lan. Cô là thành viên của Hiệp hội Công nghiệp Ghi âm Ba Lan.

## Sự nghiệp âm nhạc
Natalia Przybysz cùng với chị gái Paulina có tên trong những thành viên sáng lập nên nhóm nhạc Ba Lan Sistars. Nhóm nhạc này bắt đầu hoạt động từ năm 2001. Vào năm 2008, cô lấy bút danh Natu và ra mắt album đầu tay mang tên Maupka Comes Home, đánh dấu sự hợp tác cùng với nhà sản xuất âm nhạc Envee.
Năm 2012, Natalia và Paulina đồng thời xuất hiện trong mùa thứ hai của chương trình truyền hình âm nhạc Bitwa na głosy được phát sóng trên đài TVP 2. Sau khi nhóm Sistars tan rã vào năm 2013, Natalia và Paulina Przybysz bắt đầu dự án âm nhạc mới mang tên Archeo Sisters.

## Tác phẩm chọn lọc
Những video âm nhạc tiêu biểu của Natalia Przybysz:
| Tiêu đề        | Năm  | Đạo diễn                              | Album                                 |
| -------------- | ---- | ------------------------------------- | ------------------------------------- |
| "Lion Girl"    | 2008 | Marta Pruska, Justyna Jeger Naglowska | Maupka Comes Home                     |
| "Gwiazdy"      | 2010 | Filip Kabulski                        | Gram duszy                            |
| "Ocean Prayer" | 2011 | Florian Malak                         | Gram duszy                            |
| "Niebieski"    | 2013 | Bartosz Pogoda                        | Kozmic Blues: Tribute to Janis Joplin |
| "Maybe"        | 2013 | Kurkot                                | Kozmic Blues: Tribute to Janis Joplin |
| "Miód"         | 2014 | Anna Bajorek                          | Prąd                                  |